# Yang Jingyu
Yang Jingyu (chiń. 杨靖宇; pinyin Yáng Jìngyǔ; Ma Shangde, 马尚德; ur. 13 lutego 1905 w Queshan, zm. 23 lutego 1940 w Mengjiang) – chiński partyzant, dowódca oddziałów walczących przeciw japońskiej okupacji w Mandżurii.

## Życiorys
Urodził się 13 lutego 1905 pod imieniem Ma Shangde (chiń. upr. 马尚德; chiń. trad. 馬尚德) w Queshan (w obrębie dzisiejszego Zhumadian w Henanie) w rodzinie rolnika.
W 1932 przybył do Mandżurii pod pseudonimem Zhang Guanyi, aby współorganizować opór przeciw japońskiej okupacji. Sformował grupę partyzancką w miejscowości Panshi. Od lipca 1936 był dowódcą I Korpusu Północno-Wschodniej Zjednoczonej Armii Antyjapońskiej. Na czele oddziału partyzantów stoczył ponad 40 bitew w prowincji Jilin.
Oddział Yang Jingyu zaczął się wykruszać w lipcu 1938, gdy zdradził go oficer Cheng Bin, który przeszedł na stronę Japonii, umożliwiając Japończykom zniszczyć jego bazy zaopatrzeniowe. Mimo to, w 1939 oddział przetrwał bitwę trwającą pięć dni i nocy. W 1939 nieprzyjaciel zmobilizował 20-tysięczne, a w 1940 aż 75-tysięczne wojska przeciw Yangowi, który pod bezpośrednim dowództwem miał wówczas 300 partyzantów. 23 lutego 1940 o 16:30 Yang Jingyu poległ w boju w powiecie Mengjiang. Japończycy rozcięli jego brzuch, znajdując jedynie niestrawione źdźbła trawy, bawełnę i korę drzew, stwierdzając że praktycznie nie jadł przez pięć ostatnich dni. Japoński oficer Ryuichiro Kishitani, będąc pod wrażeniem heroizmu partyzanta, nakazał go należycie pogrzebać.

## Upamiętnienie

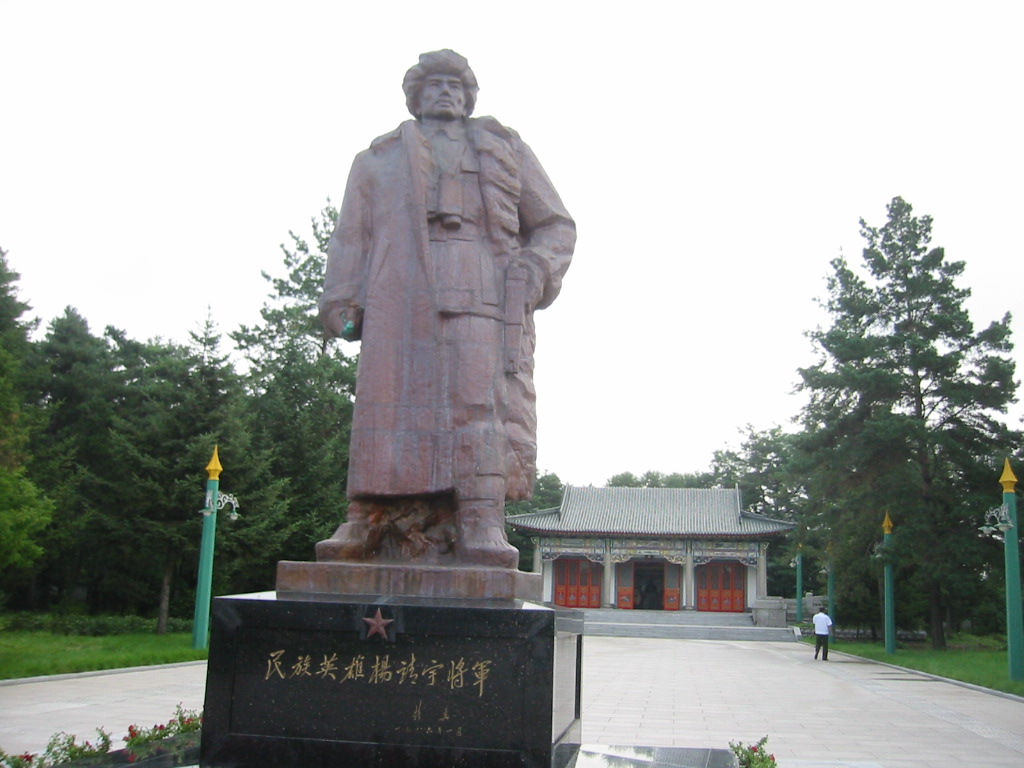
Pomnik Yang Jingyu

W ChRL nazywany bohaterem narodowym, wymieniany w gronie „wzorowych bohaterów” na stulecie KPCh. Powiat Mengjiang, gdzie poległ Yang Jingyu, przemianowano na Jingyu. W 1958 szczątki Yanga przeniesiono na specjalnie wybudowany cmentarz w Tonghua; z tej okazji wieńce przysłali Mao Zedong, Liu Shaoqi, Zhou Enlai, Zhu De oraz północnokoreański premier Kim Ir Sen (Kim Il Sŏng), który jako dowódca koreańskich partyzantów współpracował z Yang Jingyu w ramach Północno-Wschodniej Zjednoczonej Armii Antyjapońskiej.